# Нехаєвська Галина Володимирівна
Галина Володимирівна Нехаєвська (нар. 13 квітня 1947, Ходорів — пом. 9 квітня 1995, Київ, Україна) — радянська і українська акторка.

## Життєпис
Народилася 13 квітня 1947 р. у м. Ходорів Дрогобицької області. 
Закінчила Київський театральний інститут у 1969 році. Працювала акторкою на «Кіностудії імені Олександра Довженка».
Була членом Спілки кінематографістів України.
Померла 9 квітня 1995 року в Києві. 

## Фільмографія
- 1991 — «Жінка для всіх» — епізодична роль
- 1991 — «Пам'ятай» — епізодична роль
- 1990 — «Івін А.» — епізодична роль
- 1990 — «Допінг для янголів»
- 1989 — «Увійди в кожен будинок»
- 1986 — «Звинувачується весілля» — гостя на весіллі
- 1986 — «Золотий ланцюг» — кухарка
- 1979 — «Поїзд надзвичайного призначення»
- 1978 — «Женці» — епізодична роль
- 1978 — «Пробивна людина» — секретарка
- 1977 — «Талант» — учасниця наради
- 1977 — «Право на любов» — переселенка (немає в титрах)
- 1977 — «Рідні» — епізодична роль
- 1976 — «Ати-бати, йшли солдати...» — подруга Любаші (немає в титрах)
- 1975 — «Там вдалині, за рікою» — епізодична роль
- 1975 — «Хвилі Чорного моря» — глядачка
- 1974 — «Юркові світанки» — комсомолка (немає в титрах)
- 1973 — «Не мине і року...» — будівельниця
- 1973 — «Тихоня» — епізодична роль
- 1972 — «Адреса вашого будинку» — секретарка Байди (немає в титрах)
- 1972 — «Зозуля з дипломом» — подруга Наталки
- 1972 — «За твою долю» — подруга Тетяни
- 1972 — «Випадкова адреса» — дівчина на концерті
- 1972 — «Довіра» — колгоспниця (немає в титрах)
- 1972 — «Тільки ти» — Катя, буфетниця на китобійної базі
- 1971 — «Бумбараш» — Галина (немає в титрах)
- 1971 — «Лише три тижні...» — епізодична роль
- 1971 — «Зозуля з дипломом»
- 1969 — «Важкий колос» — епізодична роль
- 1969 — «Початок невідомого століття» — Мотря
- 1969 — «Совість» — епізодична роль[1]